# 達利歐·阿基多
達利歐·阿基多（義大利語：Dario Argento，義大利語：[ˈdaːrjo arˈdʒɛnto]，1940年9月7日—），義大利男導演、製片人、編劇、演員和影評人。憑藉1970年代至1980年代間的恐怖電影而聞名，特別是鉛黃電影一類型，對現代的恐怖電影有著深度的影響。
他曾與女演員達莉亞·妮可洛蒂時常合作，兩人曾在1974年至1985年間交往過。

## 作品列表

### 電影
- 1966：《Scusi, lei è favorevole o contrario?（英语：Pardon, Are You For or Against?）》-演員（牧師）
- 1967：《Qualcuno ha tradito》-編劇
- 1968：《不是我死，就是你亡！（英语：Today We Kill... Tomorrow We Die!）》-編劇
- 1968：《追殺黑幫老大（英语：Comandamenti per un gangster）》-編劇
- 1968：《盟軍敢死隊》-編劇
- 1968：《La rivoluzione sessuale》-編劇
- 1968：《狂沙十萬里》-編劇
- 1969：《無十字架的墓地（英语：Cemetery Without Crosses）》-編劇
- 1969：《一日晚宴（英语：Metti, una sera a cena）》-編劇
- 1969：《Probabilità zero》-編劇
- 1969：《戰地九飛龍（英语：Battle of the Commandos）》-編劇
- 1969：《亡命五傑（英语：The Five Man Army）》-編劇
- 1969：《La stagione dei sensi》-編劇
- 1970：《摧花手》-導演、編劇和演員（兇手的手；未掛名）
- 1971：《九尾怪貓》-導演和編劇
- 1971：《灰天鵝絨上的四隻蒼蠅》-導演和編劇
- 1972：《Man Called Amen（英语：Man Called Amen）》-編劇
- 1973：《The Five Days（英语：The Five Days）》-導演、編劇和演員（繃帶男子；未掛名）
- 1975：《深夜止步》-導演、編劇和演員（兇手的手；未掛名）
- 1977：《阴风阵阵》-導演、編劇、作曲家和演員（旁白；未掛名）
- 1978：《生人勿近》-剪輯師（歐洲版剪輯；未掛名）和作曲家
- 1980：《地獄》-導演、編劇和演員（旁白；未掛名）
- 1982：《黑影》-導演、編劇和演員（旁白和兇手的手；未掛名）
- 1985：《驚變》-導演、監製、編劇和演員（旁白；未掛名）
- 1985：《戰慄》-監製和編劇
- 1986：《戰慄2（英语：Demons 2）》-監製和編劇
- 1987：《恐怖歌劇》-導演、監製、編劇和演員（旁白；未掛名）
- 1989：《教堂幽靈（英语：The Church (1989 film)）》-監製和編劇
- 1990：《魔鬼雙瞳》-導演、監製和編劇
- 1991：《邪教（英语：The Devil's Daughter (1991 film)）》-監製和編劇
- 1992：《午夜獵物（英语：Innocent Blood (film)）》-演員（護理人員）
- 1993：《外傷》-導演、監製、編劇和剪輯師（未掛名）
- 1996：《司湯達綜合症》-導演、監製和編劇
- 1996：《Bits and Pieces（英语：Bits and Pieces (1996 film)）》-演員（方濟會修士）
- 1997：《蠟制面具（英语：The Wax Mask）》-監製和編劇
- 1998：《歌劇魅影（英语：The Phantom of the Opera (1998 film)）》-導演和編劇
- 2000：《血色歌姬（英语：Scarlet Diva）》-監製
- 2001：《驚悚無眠》-導演、監製和編劇
- 2004：《奪命遊戲》-導演、監製和編劇
- 2007：《木乃伊博物館》-導演、監製和編劇
- 2009：《黃色殺手》-導演和編劇
- 2012：《德古拉3D》-導演和編劇
- 2021：《漩渦（英语：Vortex (2021 film)）》-演員（父親）
- 2022：《夜夜夜殺（英语：Dark Glasses）》-導演和編劇

### 電視
- 1973：《Door into Darkness（英语：Door into Darkness）》-導演、監製和編劇
- 1987：《Turno di Notte》-監製
- 2005：《你喜歡希區柯克嗎？》-導演和編劇（電視電影）
- 2005–2006：《恐怖大師（英语：Masters of Horror）》-導演
- 2010：《Tutti pazzi per amore（英语：Tutti pazzi per amore）》-演員（Ugo，委員）
- 2012：《100 Bullets D'Argento》-演員（D'Argento）

## 外部連結
- 達利歐·阿基多在互联网电影资料库（IMDb）上的資料（英文）
- Dario Argento的Instagram帳戶